# Teatro de Nerón
El Teatro de Nerón (en latín: Theatrum Neronis) fue el teatro privado erigido en Roma por Nerón, el emperador romano entre el 53 y el 68 d. C. Solo se conocía por fuentes literarias hasta el descubrimiento de sus restos en 2020, las excavaciones arqueológicas duraron hasta 2023 por la Superintendencia Especial de Arqueología, Bellas Artes y Paisajes de Roma (it). Durante las mismas se encontraron columnas de mármol con decoración de pan de oro, tal y como se menciona en los textos de Plinio el Viejo, lo que llevó a la identificación del lugar frente al río Tíber como el Teatro de Nerón.

## Ubicación
El teatro estaba situado en la margen derecha del Tíber, en el Ager Vaticanus, en el horti de Agripina la Mayor (heredada por su nieto Nerón), en la misma zona donde Calígula había construido su circo. Sus restos se encuentran en el patio del renacentista Palazzo dei Penitenzieri, también llamado Palazzo Della Rovere, en el rione Borgo, entre la Via della Conciliazione y la Borgo Santo Spirito.

## Historia
El teatro es mencionado de forma explícita por Plinio el Viejo, e implícitamente por Suetonio y Tácito. Según Plinio, el emperador exhibió las posesiones incautadas de un ex-cónsul en su teatro privado (theatrum peculiare). Nerón utilizó el teatro para los ensayos de sus posteriores representaciones públicas de canto en el teatro de Pompeyo, y era lo suficientemente grande como para satisfacer su vanidad cuando estaba lleno de gente. Suetonio escribe que durante el festival de Neronia el emperador prometió exhibirse en hortis («en los jardines»), una referencia indirecta a su teatro. Finalmente, Tácito afirma que durante los Ludi Juvenales Nero cantó per domum aut hortos, otro indicio del edificio. También es posible que la domestica scaena mencionada por Tácito como el lugar desde el que Nerón admiró el Gran incendio de Roma en el 64 d. C. no se refiera a la torre de Cayo Mecenas en el monte Esquilino, sino al escenario de su teatro. Esta, situada en la margen derecha del Tíber, estaba bien alejada de las zonas afectadas por el fuego, y por tanto un punto de observación seguro, a diferencia de la torre, que estaba en medio. A principios del siglo II d. C., el edificio fue desmantelado para reutilizar sus materiales, como lo demuestran cinco columnas de mármol encontradas in situ.
El teatro se menciona por última vez a mediados del siglo XII en la Mirabilia Urbis Romae, una guía de peregrinos de la ciudad, donde se dice que está cerca del Castellum Crescentii (hoy Castillo de Sant'Angelo). Durante la investigación estratigráfica de 2020 se descubrieron artefactos que van desde finales del período republicano hasta el siglo XV. En particular, en la Edad Media, la zona del teatro se convirtió en un lugar de artesanía y actividades relacionadas con la llegada de los peregrinos, como demuestran los hallazgos de moldes para rosarios, objetos de hueso elaborados para crear instrumentos musicales y bisagras de muebles, jarras, vidrio, cálices utilizados como mobiliario litúrgico y material cerámico, y dos insignias de peregrinos (que muestran la Santa Faz de Lucca y Notre-Dame de Rocamadour). También se encontraron varios vestigios del camino que conectaba el lugar con el Portus Maior, el lugar de desembarco del Tíber aguas abajo del Puente Sant'Angelo. Alrededor de 1480 en el área del teatro, el cardenal Domenico della Rovere comenzó la construcción del Palazzo Della Rovere, cuya construcción posiblemente se confió a Baccio Pontelli.
Los restos del teatro se encontraron durante las excavaciones que comenzaron en 2020 bajo la dirección de la superintendencia arqueológica especial de monumentos de Roma. El descubrimiento del teatro fue anunciado el 27 de julio de 2023 por la superintendente de Roma, Daniela Porro. Durante la excavación, se encontraron restos de disfraces, copas de vidrio de colores, cerámica y utensilios de cocina. Según las autoridades, las antigüedades serán trasladadas a un museo, mientras que las ruinas de la estructura del teatro se recuperarán una vez concluyan todos los estudios.

## Arquitectura
Se han encontrado dos estructuras en opus latericium bajo el patio del renacentista Palazzo della Rovere, que daban a un patio abierto posiblemente rodeado por un pórtico. Los edificios pueden fecharse en la época Julio-Claudia gracias a las estampas encontradas en sus ladrillos. La primera estructura tiene planta de hemiciclo, con accesos radiales y escaleras y muros, por lo que puede identificarse con la cávea del teatro, donde se encontraban las gradas de butacas para el público. La scaenae  frons estaba orientado hacia el oeste. El aparato decorativo era de orden jónico, y de los restos se deduce que estaba revestido de mármol blanco y de colores y estuco revestido de pan de oro, como en la Domus Aurea. El segundo edificio, en cambio, perpendicular al primero, se utilizaba para funciones de servicio, y albergaba quizá los decorados y el vestuario.